# Liste des monuments classés du gouvernorat de Jendouba
Cette liste des monuments classés du gouvernorat de Jendouba est une liste des monuments historiques et archéologiques protégés et classés du gouvernorat de Jendouba, établie par l'Institut national du patrimoine de Tunisie.

## Liste
| Identifiant monument | Site                  | Monument | Adresse | Date de classement        | Décret                    | Coordonnées                      | Illustration |                       |
| -------------------- | --------------------- | --- | ------- | ------------------------- | ------------------------- | -------------------------------- | --- | --------------------- |
| 32-1                 | Oulad Ali             | Hammam des Oulad-Ali |         | 3 mars 1915               | 3 mars 1915               | à géolocaliser                   | Hammam des Oulad-Ali | Télécharger une image |
| 32-2                 | Sidi Mohamed Salah    | Porte de l'ouest |         | 1er mars 1905             | 1er mars 1905             | à géolocaliser                   | Image manquante Téléverser | Télécharger une image |
| 32-3                 | Sidi Mohamed Salah    | Citernes |         | 1er mars 1905             | 1er mars 1905             | à géolocaliser                   | Image manquante Téléverser | Télécharger une image |
| 32-4                 | Sidi Mohamed Salah    | Restes d'un grand bassin sur le coteau ouest |         | 1er mars 1905             | 1er mars 1905             | à géolocaliser                   | Image manquante Téléverser | Télécharger une image |
| 32-5                 | Bulla Regia           | Forteresse |         | 1er mars 1905             | 1er mars 1905             | à géolocaliser                   | Image manquante Téléverser | Télécharger une image |
| 32-6                 | Bulla Regia           | Restes de l'enceinte fortifiée |         | 1er mars 1905             | 1er mars 1905             | à géolocaliser                   | Restes de l'enceinte fortifiée                                                                                                 | Télécharger une image |
| 32-7                 | Bulla Regia           | Citernes |         | 1er mars 1905             | 1er mars 1905             | à géolocaliser                   | Image manquante Téléverser | Télécharger une image |
| 32-8                 | Bulla Regia           | Théâtre |         | 1er mars 1905             | 1er mars 1905             | 36° 33′ 32″ nord, 8° 45′ 25″ est | Théâtre | Télécharger une image |
| 32-9                 | Bulla Regia           | Mégalithes |         | 1er mars 1905             | 1er mars 1905             | à géolocaliser                   | Image manquante Téléverser | Télécharger une image |
| 32-10                | Bulla Regia           | Villa romaine aux mosaïques, déblayée en 1903 par le Service des Antiquités |         | 1er mars 1905             | 1er mars 1905             | à géolocaliser                   | Image manquante Téléverser | Télécharger une image |
| 32-11                | Bulla Regia           | Thermes |         | 1er mars 1905             | 1er mars 1905             | 36° 33′ 27″ nord, 8° 45′ 16″ est | Thermes | Télécharger une image |
| 32-12                | Bulla Regia           | Maison d'Amphitrite |         | 13 mars 1912              | 13 mars 1912              | à géolocaliser                   | Maison d'Amphitrite | Télécharger une image |
| 32-13                | Bulla Regia           | Villa du Trident découverte en 1917 |         | 3 mai 1920                | 3 mai 1920                | à géolocaliser                   | Villa du Trident découverte en 1917                                                                                            | Télécharger une image |
| 32-14                | Bulla Regia           | Maison de la chasse |         | 13 mars 1912              | 13 mars 1912              | à géolocaliser                   | Maison de la chasse | Télécharger une image |
| 32-15                | Bulla Regia           | Église du prêtre Alexandre et grand monument qui en est voisin |         | 3 mai 1920                | 3 mai 1920                | 36° 33′ 20″ nord, 8° 45′ 09″ est | Église du prêtre Alexandre et grand monument qui en est voisin                                                                 | Télécharger une image |
| 32-16                | Bulla Regia           | Temple d'Apollon déblayé en 1906 par la Direction des Antiquités |         | 13 mars 1912              | 13 mars 1912              | 36° 33′ 35″ nord, 8° 45′ 21″ est | Temple d'Apollon déblayé en 1906 par la Direction des Antiquités                                                               | Télécharger une image |
| 32-17                | Bulla Regia           | Amphithéâtre |         | 1er mars 1905 3 mars 1915 | 1er mars 1905 3 mars 1915 | à géolocaliser                   | Image manquante Téléverser | Télécharger une image |
| 32-18                | Thuburnica            | Curie de l'ordo ; grande salle précédée d'une cour et complétée par un hémicycle à trois fenêtres cintrées ; les portes ont des liteaux monolithes |         | 25 mars 1892              | 25 mars 1892              | à géolocaliser                   | Image manquante Téléverser | Télécharger une image |
| 32-19                | Thuburnica            | Grandes ruines près du pont |         | 25 mars 1892              | 25 mars 1892              | à géolocaliser                   | Image manquante Téléverser | Télécharger une image |
| 32-20                | Thuburnica            | Grandes citernes, creusées dans le rocher, à six compartiments dont cinq sont parallèles |         | 25 mars 1892              | 25 mars 1892              | à géolocaliser                   | Image manquante Téléverser | Télécharger une image |
| 32-21                | Thuburnica            | Petit mausolée à deux étages, près de l'oued |         | 25 mars 1892              | 25 mars 1892              | à géolocaliser                   | Image manquante Téléverser | Télécharger une image |
| 32-22                | Thuburnica            | Grand mausolée dont les pilastres angulaires cannelés sont surmontés de chapiteaux composites ; au Nord-Ouest et au Nord-Est l'image de deux des vents soufflant avec force ; au Sud-Est les restes d'une tête de bélier ; sur la face Sud-Est, une fausse porte, encadrée de colonnes engagées, surmontée d'un fronton où est une tête à longs cheveux, et divisée en montants et traverses ; à l'étage supérieur il y avait une niche ; sur la plate-bande de la corniche courent des ornements dissymétriques |         | 25 mars 1892              | 25 mars 1892              | à géolocaliser                   | Image manquante Téléverser | Télécharger une image |
| 32-23                | Thuburnica            | Pont romain sur l'Oued El Endja, dont la clef de voûte de l'Ouest offre un niveau de maçon et une tête de taureau |         | 25 mars 1892              | 25 mars 1892              | 36° 31′ 32″ nord, 8° 28′ 09″ est | Pont romain sur l'Oued El Endja, dont la clef de voûte de l'Ouest offre un niveau de maçon et une tête de taureau              | Télécharger une image |
| 32-24                | Thuburnica            | Arc monumental ; clef de voûte du côté de la ville ancienne a le buste d'un personnage coiffé d'un modius et tenant une corne d'abondance ; deux des claveaux de l'arc ont de ce côté, chacun un poisson ; les pieds droits de cette face ont chacun une niche ; la clef de voûte de l'autre côté présente un astre à sept rayons que flanquent deux poissons |         | 25 mars 1892              | 25 mars 1892              | à géolocaliser                   | Image manquante Téléverser | Télécharger une image |
| 32-25                | Sidi Mohamed el-Azreg | Mausolée de Sallustius Silvanus et de Sentia Rogata |         | 25 mars 1892              | 25 mars 1892              | à géolocaliser                   | Image manquante Téléverser | Télécharger une image |
| 32-26                | Chemtou               | Ruine sur le coteau, de laquelle il reste une abside |         | 25 mars 1892              | 25 mars 1892              | à géolocaliser                   | Ruine sur le coteau, de laquelle il reste une abside                                                                           | Télécharger une image |
| 32-27                | Chemtou               | Thermes |         | 25 mars 1892              | 25 mars 1892              | 36° 29′ 37″ nord, 8° 34′ 24″ est | Thermes | Télécharger une image |
| 32-28                | Chemtou               | Aqueduc qui relie les citernes et les thermes |         | 25 mars 1892              | 25 mars 1892              | 36° 29′ 42″ nord, 8° 34′ 24″ est | Aqueduc qui relie les citernes et les thermes                                                                                  | Télécharger une image |
| 32-29                | Chemtou               | Citernes juxtaposées, sur un contrefort du Jebel Bou-Krazt Talmed |         | 25 mars 1892              | 25 mars 1892              | à géolocaliser                   | Image manquante Téléverser | Télécharger une image |
| 32-30                | Chemtou               | Pont bâti en 112 par Trajan, à ses frais, avec le concours de la Légion, sur la Medjerda |         | 25 mars 1892              | 25 mars 1892              | 36° 29′ 18″ nord, 8° 34′ 19″ est | Pont bâti en 112 par Trajan, à ses frais, avec le concours de la Légion, sur la Medjerda                                       | Télécharger une image |
| 32-31                | Chemtou               | Grande basilique sur la rive gauche de l'Oued Melah |         | 25 mars 1892              | 25 mars 1892              | 36° 29′ 26″ nord, 8° 34′ 24″ est | Grande basilique sur la rive gauche de l'Oued Melah                                                                            | Télécharger une image |
| 32-32                | Chemtou               | Amphithéâtre |         | 25 mars 1892              | 25 mars 1892              | 36° 29′ 26″ nord, 8° 34′ 50″ est | Amphithéâtre | Télécharger une image |
| 32-33                | Chemtou               | Restes du barrage (d'époque probablement byzantine), sur la Medjerda, à quelques mètres en aval du pont romain : des inscriptions y sont engagées |         | 25 mars 1892              | 25 mars 1892              | à géolocaliser                   | Image manquante Téléverser | Télécharger une image |
| 32-34                | Chemtou               | Vestiges du vieux pont (d'époque numide ?) à une cinquantaine de mètres en amont du pont romain, sur la Medjerda |         | 25 mars 1892              | 25 mars 1892              | à géolocaliser                   | Image manquante Téléverser | Télécharger une image |
| 32-36                | Chemtou               | Temple présumé de Jupiter, où était un bandeau orné de boucliers figurés, lesquels ont porté, croit-on, les signes du Zodiaque |         | 25 mars 1892              | 25 mars 1892              | à géolocaliser                   | Temple présumé de Jupiter, où était un bandeau orné de boucliers figurés, lesquels ont porté, croit-on, les signes du Zodiaque | Télécharger une image |
| 32-37                | Chemtou               | Construction voisine de la basilique dont il reste le soubassement des murailles de l'abside |         | 25 mars 1892              | 25 mars 1892              | à géolocaliser                   | Construction voisine de la basilique dont il reste le soubassement des murailles de l'abside                                   | Télécharger une image |
| 32-38                | Chemtou               | Théâtre |         | 25 mars 1892              | 25 mars 1892              | 36° 29′ 29″ nord, 8° 34′ 18″ est | Théâtre | Télécharger une image |
| 32-39                | Fernana               | Basilique chrétienne d'Henchir Damous |         | 8 mai 1895                | 8 mai 1895                | à géolocaliser                   | Image manquante Téléverser | Télécharger une image |
| 32-40                | Tabarka               | Guesguès |         | 19 mars 1894              | 19 mars 1894              | 36° 57′ 18″ nord, 8° 45′ 28″ est | Guesguès | Télécharger une image |
| 32-41                | Tabarka               | Aqueduc et deux ponceaux |         | 19 mars 1894              | 19 mars 1894              | à géolocaliser                   | Image manquante Téléverser | Télécharger une image |
| 32-42                | Tabarka               | Basilique chrétienne du Sud |         | 19 mars 1894              | 19 mars 1894              | à géolocaliser                   | Image manquante Téléverser | Télécharger une image |
| 32-43                | Tabarka               | Basilique à baptistère octogonal |         | 3 mars 1915               | 3 mars 1915               | à géolocaliser                   | Image manquante Téléverser | Télécharger une image |
| 32-44                | Tabarka               | Fort de l'île de Tabarka |         | 3 mai 1920                | 3 mai 1920                | 36° 57′ 55″ nord, 8° 45′ 31″ est | Fort de l'île de Tabarka | Télécharger une image |
| 32-45                | Tabarka               | Île de Tabarka |         | 19 octobre 1992           | 19 octobre 1992           | 36° 57′ 50″ nord, 8° 45′ 33″ est | Image manquante Téléverser | Télécharger une image |
| 32-46                | Tabarka               | Basilique du Bordj, déblayée en 1904, par le capitaine Benet et le cimetière chrétien qui l'entoure |         | 1er mars 1905             | 1er mars 1905             | à géolocaliser                   | Image manquante Téléverser | Télécharger une image |
| 32-47                | Tabarka               | Basilique sur la rive droite de l'Oued Ahmar, à 2 km de Tabarka |         | 3 mars 1915               | 3 mars 1915               | à géolocaliser                   | Image manquante Téléverser | Télécharger une image |
| 32-48                | Henchir Borj Hellal   | Fortifications byzantines |         | 12 mai 1901               | 12 mai 1901               | à géolocaliser                   | Image manquante Téléverser | Télécharger une image |
| 32-49                | Oued el-Achar         | Pont de quatre niches entre Chemtou et Sidi Ali bel Kassem à l'entrée de la vallée qui mène au Djebel Bou Krartz Talmed, où passait un aqueduc |         | 25 mars 1892              | 25 mars 1892              | à géolocaliser                   | Image manquante Téléverser | Télécharger une image |
| 32-50                | Tabarka               | Basilique |         | 4 juillet 2016            | 4 juillet 2016            | 36° 57′ 21″ nord, 8° 45′ 18″ est | Basilique | Télécharger une image |
| 32-51                | Tabarka               | Bordj Sidi Massoud |         | 4 juillet 2016            | 4 juillet 2016            | 36° 57′ 21″ nord, 8° 45′ 11″ est | Image manquante Téléverser | Télécharger une image |
| 32-52                | Jendouba              | Marabout de Sidi El Hafnaoui |         | 21 janvier 2021           | 21 janvier 2021           | à géolocaliser                   | Marabout de Sidi El Hafnaoui                                                                                                   | Télécharger une image |